# پلزنت گرووو (مریلند)
پلزنت گرووو (به انگلیسی: Pleasant Grove) شهری در ایالت مریلند کشور ایالات متحده آمریکا است که جمعیت آن در سرشماری سال ۲۰۱۰ میلادی، ۳۵۳ نفر بوده‌است.